# Marius Besson
Marius Besson (* 28. Juni 1876 in Turin; † 24. Februar 1945 in Freiburg im Üechtland) war Bischof des Bistums Lausanne, Genf und Freiburg.

## Leben
Besson wuchs ab 1883 im französischen Lyon auf. Als die Familie 1894 nach Genf zog, schrieb er sich ins dortige Priesterseminar ein und wurde im Jahr 1899 zum Priester geweiht. Er wirkte zunächst als Pfarrvikar und hielt sich zu Studienzwecken zwischen 1900 und 1903 in Rom und Turin auf. Im Jahr 1905 wurde er in Freiburg im Üechtland promoviert. Von 1907 bis 1916 unterrichtete er Kirchengeschichte und Patristik am dortigen Priesterseminar, dessen Rektor er 1919 wurde.
Am 7. Mai 1920 zum Bischof von Lausanne und Genf berufen, empfing Besson am 13. Juni desselben Jahres die Bischofsweihe durch Sekretär der Konzilskongregation, Gaetano Kardinal De Lai. Mitkonsekratoren waren der emeritierte Bischof von Iași, Erzbischof Dominic Jaquet OFMConv, und der Erzbischof von Quito, Manuel María Pólit.
Er unterstützte die Katholische Aktion in seiner Diözese und förderte katholische Organisationen wie den 1921 in Freiburg gegründeten Akademikerverband Pax Romana. Ausserdem trug er durch seine Grundhaltung zum Frieden zwischen den christlichen Konfessionen bei. Papst Pius XI. ernannte ihn 1933 zum Konsultor der Kongregation für die orientalischen Kirchen. Im Zweiten Weltkrieg setzte er sich für Kriegsgefangene ein.
Wenige Monate vor Ende des Krieges starb Besson im Alter von 68 Jahren.